# Саворетти, Закария Джованни
Закария Джованни Саворетти (итал. Zaccaria Giovanni Savoretti; 1920 — 29 июля 2011) — капитан-регент Сан-Марино (1958).

## Биография
Являлся основателем (1948) и в течение многих лет секретарём Сан-Маринской Христианско-демократической партии.
- октябрь 1957 г. — член временного правительства,
- 1958 г. — капитан-регент Сан-Марино.

Избирался членом Большого генерального совета, членом Государственного конгресса.